# Maschkera
Maschkera ist eine traditionelle Verkleidung mit großen Holzlarven, die dem Brauchtum der Wintervertreibung entspringt. Teilweise werden auch die Maskenträger oder die Masken als Maschkera bezeichnet. Die Tradition gebietet, dass nur die Männer Maschkera gehen. Sie verstellen ihre Stimmen, wenn sie die Masken tragen; Ziel ist eine tatsächliche Unkenntlichmachung der Person. Dieser Brauch ist seit Jahrhunderten zwischen dem Sonntag nach Heilig Dreikönig und dem Faschingsdienstag in Mittenwald und anderen Orten im Werdenfelser Land oder in anderen Alpenregionen üblich, wie Garmisch-Partenkirchen, Farchant und Grainau oder Tirol. Diese Zeit wird Fosnocht genannt.

## Maschkera-Tage
Ab dem ersten Sonntag nach Heilig Dreikönig beginnt die Zeit der Maschkera. Sie gehen montags, dienstags und donnerstags in Gungln. Früher wurde in Stuben, in denen die Frauen zum Spinnen zusammen kamen, zur Musik aufgetanzt. Heute findet dies in den Wirtshäusern Mittenwalds statt. Dort sitzen die jungen Frauen in der Tracht auf Stühlen und Bänken und hoffen, von immer wieder neu hereinkommenden Maschkeragruppen zum Tanzen zur Musik aufgefordert zu werden.
Ab dem unsinnigen Donnerstag findet das Treiben auch auf den Straßen Mittenwalds statt, das sich am Sonntag, Montag und Dienstag weiterzieht. Es gibt aber Ausnahmen, an denen keiner Maschkera gehen darf. Das sind Lichtmess, der Blasiustag und der Agatentag. An dem Agatentag brannte einst der Untermarkt des Ortes komplett ab.

## Die unterschiedlichen Figuren
Meist ist die Verkleidung bereits von Ahnen getragen worden und dient auch heute noch den gleichen Absichten. Sie erinnern oft an das Leben und die Arbeit von einst.
Am unnsinnigen Pfinsta nach dem letzten Schlag des 12-Uhr-Läutens der Pfarrkirche St. Peter und Paul beginnen die Schellenrührer den festlichen Zug. Diese sind in Gebirgstracht mit weißem Hemd, grünem Hut mit Flaum und einer Lederhose bekleidet. Sie tragen Glocken auf dem Rücken, die sie im Takt läuten lassen. Die 12 Rührer sollen die 12 Monate verbildlichen. Diese werden gefolgt von vielen weiteren Figuren der Werdenfelser Fosnocht. Weitere Beispiele sind der Bärentreiber, der an die Zeit erinnern soll, als die Handelsstraße nach Bozen durch Mittenwald ging, das Muiradl, auf dem zwei Tanzpaare auf Rädern hocken, die sich schnell drehen, da sie von Resslan (Rössern) gezogen werden. Besonders in Mittenwald sind dies auch Mohren, die Teil des Wappens sind. Jacklschutzer schmeißen mit Spottversen eine Puppe aus Stoff in die Luft, Untersberger Mandln erinnern an die Zeit, als Bergbau in Mittenwald betrieben wurde und kleinere Menschen dafür gebraucht wurden.
Zudem gibt es noch viele weitere Figuren, und es werden auch immer wieder neue dazu erfunden. Am Faschingsdienstag gehen die Angler umher, die an langen Haselnussstöcken mit Hanfseilen Semmeln, Schokoladentafeln und vieles Weitere anhängen, um es dann von den Kindern fangen zu lassen.